# Operacja Alot ha-Szachar
Operacja Alot ha-Szachar (hebr. מבצע עלות השחר, Miwca Alot ha-Szachar, ang. Operation Breaking Dawn) również jako operacja „Wstający świt”  – izraelska operacja wojskowa prowadzona w dniach 5–7 sierpnia 2022 roku przez Siły Obronne Izraela przeciwko celom Palestyńskiego Islamskiego Dżihadu (PID) w Strefie Gazy. Izrael traktował operację jako odpowiedź na napięcia w Gazie powstałe po aresztowaniu przywódcy PID, Bassama as-Sadiego 1 sierpnia 2022 roku w Dżaninie na Zachodnim Brzegu.

## Tło operacji

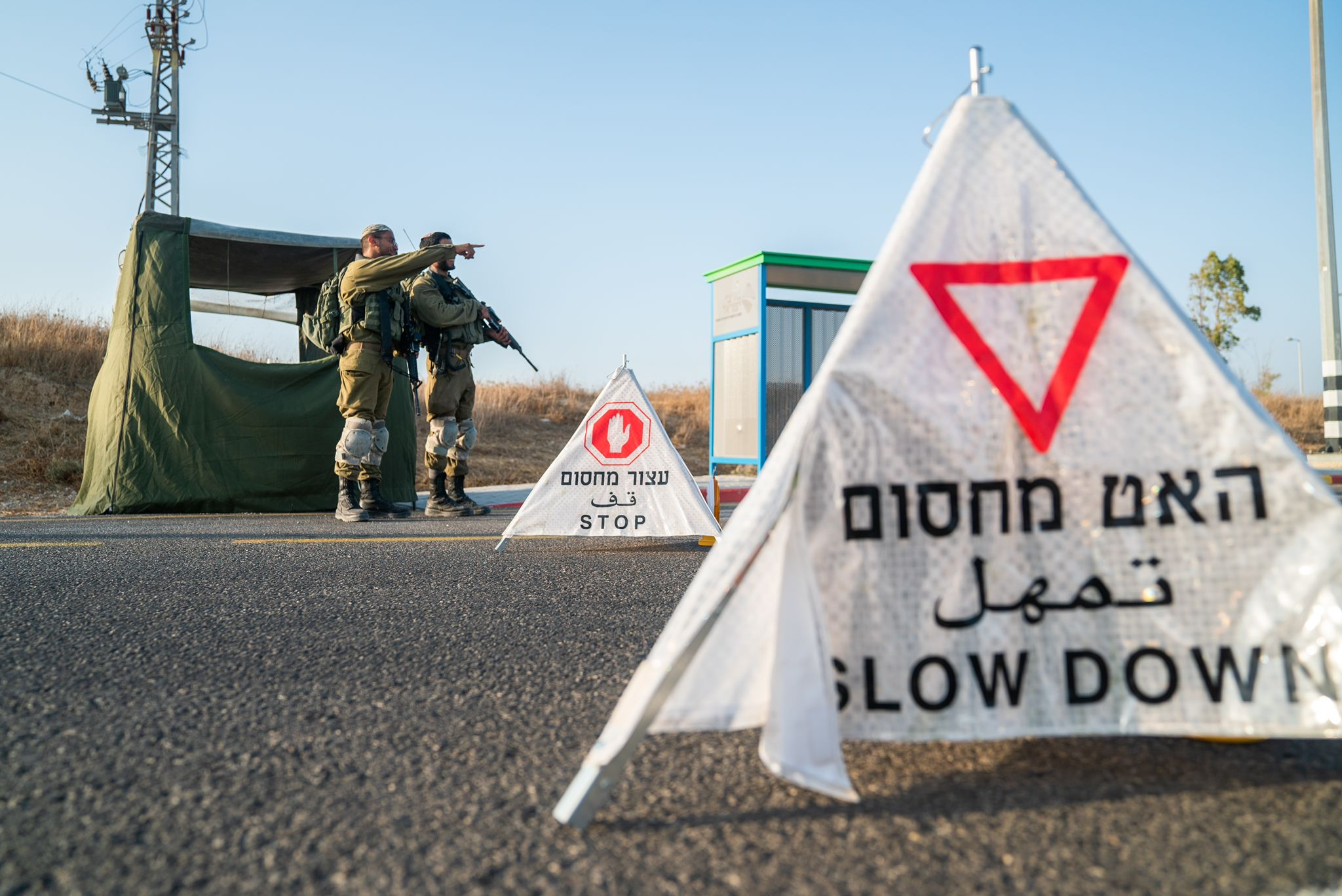
Blokady dróg przy Strefie Gazy.

1 sierpnia 2022 roku w Dżaninie Siły Obronne Izraela przeprowadziły operację, której celem było aresztowanie przywódcy PID na Zachodnim Brzegu Bassama as-Sadiego. W działania zaangażowano żołnierzy Brygady Nachal i Menasze. Podczas operacji doszło do wymiany ognia z Palestyńczykami. Pomimo to Izraelczykom udało się aresztować As-Sadiego i przeszukać jego dom .
W wyniku zatrzymania As-Sadiego doszło do eskalacji napięć na granicy Izraela ze Strefą Gazy. W ich wyniku w stan gotowości postawiono baterie systemu Żelazna Kopuła pod Tel Awiwem i Be’er Szewą .
Jeszcze przed rozpoczęciem operacji, ze względu na bezpieczeństwo podróżnych, zamknięto drogi w okolicy granicy ze Strefą Gazy. Premier Izraela Ja’ir Lapid uznał, że sytuacja na granicy stwarza zagrożenie dla życia codziennego Izraelczyków mieszkających przy Strefie Gazy.

## Przebieg

### 5 sierpnia
W pierwszych godzinach operacji Izraelczycy przeprowadzili sześć ataków przy pomocy lotnictwa oraz dronów . Izraelska armia podała do informacji, że Siły Powietrzne Izraela przeprowadziły udany atak na dowódcę północnego sektora Strefy Gazy Palestyńskiego Islamskiego Dżihadu – Tajsira al-Dżabariego. Miał być on zaangażowany w planowanie i przygotowywanie zamachów na obywateli Izraela oraz patrole wzdłuż granicy z Izraelem. Al-Dżabari miał zginąć w swoim mieszkaniu . Do ataku użyto bomb szybujących, które przebiły ścianę siódmego piętra budynku, w którym mieszkał al-Dżabari, następnie doszło do penetracji podłogi, a eksplozja nastąpiła dopiero na szóstym piętrze, w mieszkaniu al-Dżabariego . Śmierć al-Dżabariego została potwierdzona przez PID. Poparcie dla PID i swoje wsparcie ogłosił Hamas. Ponadto izraelska armia podała, że udaremniła szereg ataków terrorystycznych na granicy Strefy Gazy z Izraelem.
Palestyńskie media poinformowały, że Izrael zgodził się na przepuszczenie ciężarówek z paliwem, aby zapewnić ciągłość pracy elektrowni w Strefie Gazy . W mediacje pomiędzy Palestyńczykami i Izraelczykami zaangażował się Egipt .
Według źródeł izraelskich w pierwszych godzinach operacji miało zginąć od 10 /15  do 20  członków PID. Według palestyńskiego Ministerstwa Zdrowia w Gazie w izraelskich atakach miało zginąć 8–9 osób, a 40–50 zostało rannych  . Izraelskie Dowództwo Frontu Wewnętrznego wydało specjalne instrukcje obowiązujące w pasie 80 km od Strefy Gazy od 5 sierpnia do 6 sierpnia 2022 roku. Władze lokalne wezwały mieszkańców tego obszaru do zachowania ostrożności, nieoddalania się od schronów i ograniczenia zgromadzeń.
Około godziny 19:00 (czasu izraelskiego) przeprowadzono atak z użyciem sił specjalnych ze wsparciem artylerii na cele PID. Armia ogłosiła poszerzenie operacji, a co za tym idzie, ogłoszono mobilizację rezerwistów z Dywizji Gazy. Minister obrony Beni Ganc zapowiedział mobilizację 25 000 żołnierzy .
Około godziny 21:00 (czasu izraelskiego) ze Strefy Gazy wystrzelono 46 rakiet. Żelazna Kopuła miała przechwycić 33 z nich. Dodatkowe 33 rakiety eksplodowały na terytorium palestyńskim. Łącznie wystrzelono około 80 pocisków. Ostrzał spotkał się z izraelską reakcją. Lotnictwo zbombardowało miejsca, z których odpalano rakiety .

### 6 sierpnia
Rankiem 6 sierpnia rzecznik prasowy izraelskiej armii podał, że przez noc na terytorium Izraela wystrzelonych zostało 160 rakiet. 30 z nich wybuchło na obszarze Gazy, a skuteczność Żelaznej Kopuły wyniosła 95%. W trakcie 30 nalotów zaatakowano ok. 40 celów powiązanych z PID. Według Izraelczyków zabito 55 bojowników PID . Źródła palestyńskie podały rankiem, że w wyniku działań izraelskich zginęło co najmniej 15 osób, w tym jedno dziecko, a 55 osób zostało rannych . Źródła izraelskie podały, że w nocy z 5 na 6 sierpnia operacja została rozszerzona na Zachodni Brzeg, gdzie armia, Szabak i Straż Graniczna zatrzymały 20 osób podejrzanych o związki z organizacjami terrorystycznymi .
Rankiem, drugiego dnia operacji, Siły Powietrzne Izraela podały informację, że podczas nalotów zniszczyły tunel budowany przez PID, który miał prowadzić na terytorium Izraela .
Podczas działań Palestyńskiego Islamskiego Dżihadu doszło do ostrzelania przejścia granicznego Erez.
W sobotę wieczorem, 6 sierpnia,, izraelskie struktury bezpieczeństwa potwierdziły, że z Gazy wystrzelono 360 rakiet. Żelazna Kopuła przechwyciła od początku operacji 162 pociski. Podano do wiadomości, że trzy osoby zostały lekko ranne w wyniku ostrzału moździerzowego w regionie Eszkol. Izraelskie pogotowie ratunkowe potwierdziło 21 osób przywiezionych do szpitali od rozpoczęcia operacji: dwie ranne w wyniku wybuchu rakiety, 13 osób z urazami poniesionymi podczas próby ucieczki do schronu oraz sześć z zaburzeniami lękowymi . W sobotę Hamas podał do wiadomości, że od 5 sierpnia po stronie palestyńskiej zginęły 24 osoby, w tym sześcioro dzieci, a 203 osoby zostały ranne .
Palestyńczycy poinformowali, że w wyniku izraelskiego ataku na Dżabaliję, na północy Strefy Gazy, zginęły cztery dzieci i trzech dorosłych. Armia izraelska podała, że wybuch, w którym zginęły dzieci był wynikiem nieudanego odpalenia pocisku rakietowego, a w tym rejonie nie miał miejsca żaden atak Sił Powietrznych Izraela . Siły Obronne Izraela opublikowały odczyty z systemów Żelaznej Kopuły, w których zawarte są informacje o miejscach, z których odpalono rakiety razem z ich planowaną trajektorią lotu. Odczyty wskazują, że ok. 21:00 doszło wystrzelenia pocisków z rejonu Dżabaliji .
W nocy Siły Powietrzne Izraela przeprowadziły atak na Rafah, w którym zabici zostali Chaled Mansur – dowódca południowego sektora Palestyńskiego Islamskiego Dżihadu, Chatab Amasi – dowódca Brygady Rafah oraz Zi’ad Madalal – zastępca Mansura  .

### 7 sierpnia
W nocy izraelskie służby bezpieczeństwa dokonały kolejnych zatrzymań na Zachodnim Brzegu. Tym razem aresztowano 19 osób związanych z PID. Podczas zatrzymań doszło do zamieszek i starć Palestyńczyków z siłami izraelskimi.
Od początku trzeciego dnia operacji armia izraelska dokonywała ataków na cele powiązane z PID oraz na stanowiska, z których PID wystrzeliwał rakiety na Izrael.
Według pierwotnych doniesień o godzinie 20:00 (czasu izraelskiego) obie strony miały rozpocząć zawieszenie ognia wynegocjowane przez Egipt. Jednak przedstawiciele PID zdementowali te doniesienia. Przed tą godziną doszło do kolejnych ostrzałów miejscowości izraelskich. Arabskie media doniosły później, że obie strony zgodziły się na zawieszenie ognia o godzinie 23:30. Minister Ganc odniósł się jednak sceptycznie do trwałości zawieszenia i nakazał wojsku pozostawać w gotowości  . Porozumienie o zawieszeniu ognia zakłada większe zaangażowanie Egiptu w negocjacje i przestrzeganie założeń zawieszenia ognia, zwolnienie z więzienia jednego z członków PID oraz utrzymanie dostaw paliwa do elektrowni w Strefie Gazy . Pomimo zawieszenia ognia, do północy, abie strony dokonały jeszcze kilku ataków .
W trzecim dniu operacji palestyńskie Ministerstwo Zdrowia podało, że w Strefie Gazy zginęło 36 osób (w tym 11 dzieci i cztery kobiety), a rannych zostało 311 osób . Al-Dżazira podała, że śmierć poniosły 43 osoby, w tym 15 dzieci, a rannych jest ponad 300 osób .
Od 5 sierpnia na terytorium Izraela wystrzelono około 935 rakiet, z czego 160 eksplodowało po palestyńskiej stronie. Skuteczność Żelaznej Kopuły oszacowana na 96% .

## Zakończenie i podsumowanie operacji
Wynegocjowane przez Egipt zawieszenie ognia zakończyło operację wojskową w Strefie Gazy. Izrael ogłosił ponowne otwarcie przejścia granicznego Erez na granicy ze Strefą Gazy. Władze lokalne podjęły działania mające na celu łagodzenie restrykcji wprowadzonych na czas ostrzałów.
Siły Obronne Izraela podały, że w trakcie operacji zabito trzech dowódców PID wysokiego szczebla, udaremniono 10 ataków terrorystycznych, zniszczono 170 celów powiązanych z Palestyńskim Islamskim Dżihadem. W kierunku Izraela miało zostać wystrzelonych ok. 1100 rakiet. Dowództwo podało, że mimo zawieszenia ognia wojsko pozostanie w stanie gotowości.
Według raportów izraelskiej armii w trakcie operacji w Strefie Gazy zginęło 51 osób, w tym 24 związane z PID. Pozostałe 27 osób to cywile. Wojsko podaje, że 16 z nich miało zginąć w wyniku przedwczesnego wybuchu pocisków rakietowych, jeszcze w Strefie Gazy. Palestyńskie Ministerstwo Zdrowia podało, że przez działania izraelskiej armii zginęły 44 osoby (w tym 15 dzieci), a rany odniosło 360 osób.
Po stronie izraelskiej trzy osoby zostały ranne od odłamków rakiet, a 31 odniosło lekkie rany.
Izraelczycy zaprzeczyli doniesieniom o zgodzie na wypuszczenie Bassama as-Sadiego i Chalila al-Awawidy. Izrael zażądał wypuszczenia przetrzymywanych przez Hamas dwóch Izraelczyków i wydania ciał dwóch żołnierzy .

## Reakcje międzynarodowe
Organizacja Narodów Zjednoczonych
Tor Wennesland, specjalny koordynator ONZ ds. procesu pokojowego na Bliskim Wschodzie, ostrzegł przed niebezpiecznym eskalowaniem sytuacji w regionie. Za niedopuszczalne uznał izraelskie ataki na cywilów i dzieci, a także potępił ostrzały rakietowe na Izrael.
 Unia Europejska
Wysoki przedstawiciel Unii do spraw zagranicznych i polityki bezpieczeństwa Josep Borrell wyraził zaniepokojenie sytuacją w regionie i wezwał obie strony do zachowania powściągliwości w swoich działaniach.
 Stany Zjednoczone Ameryki
John Kirby z Rady Bezpieczeństwa Narodowego USA potwierdził amerykańskie zaangażowanie w budowę potencjału obronnego Izraela. Potwierdził także prawo Izraela do samoobrony. Wezwał obie strony do zaprzestania dalszej eskalacji konfliktu.
 Iran
Iran zapowiedział, że Strefa Gazy nie pozostanie sama w swoich działaniach „antysyjonistycznego dżihadu”.
 Rosja
Rosja wezwała obie strony do powściągliwości. Oskarżyła jednocześnie Izraela za eskalację napięć.
 Wielka Brytania
Minister spraw zagranicznych Liz Truss wezwała do szybkiego zakończenia konfliktu, jednocześnie wyrażając poparcie dla izraelskiego prawa do samoobrony przed terroryzmem.
 Turcja
Turcja potępiła izraelskie ataki na cywilów i dzieci, wyraziła zaniepokojenie nimi i wezwała obie strony do powściągliwości.
 Katar
Katar, państwo mające największy wkład w odbudowę Gazy, wezwało opinię międzynarodową do powstrzymania izraelskiej okupacji Palestyny i ataków na cywilów.
 Jordania
Jordania wezwała Izrael do natychmiastowego zaprzestania operacji w Strefie Gazy i przestrzegła przed poważnymi konsekwencjami działań militarnych.